# اقبال بهمنی
اقبال بهمنی (زاده ۱۳۵۲، دهگلان) با کسب ۱۰۳۷۲۲ رای بعنوان نماینده استان کردستان در ششمین دوره مجلس خبرگان رهبری انتخاب شد.